# Jaunay-Clan
Jaunay-Clan korábbi község Franciaország Új-Aquitania régiójában, Vienne megyében. 2017. január 1-jén Marigny-Brizay korábbi községgel egyesült és az így létrejött Jaunay-Marigny új község része lett.
Lakosainak száma 6278 fő (2018. január 1.). Jaunay-Clan Avanton, Chasseneuil-du-Poitou, Dissay, Marigny-Brizay, Saint-Georges-lès-Baillargeaux és Vendeuvre-du-Poitou községekkel határos.

## Népesség
A település népességének változása:
| Lakosok száma | 5952 | 6061 | 7698 | 6230 | 6278 |
|               | 2013 | 2015 | 2016 | 2017 | 2018 |